# Johannes Schäfer (Organist)
Johannes Schäfer (* 20. Januar 1928 in Weißenfels; † 30. Juni 1996 in Erfurt) war ein deutscher Organist. Er wurde vor allem bekannt durch seine Konzerte und seine Tätigkeit als Orgellehrer.

## Leben
Johannes Hermann Ottomar Schäfer besuchte als Internatsschüler von 1939 bis 1945 das Musische Gymnasium in Frankfurt (Main) unter der Leitung von Kurt Thomas. Er erhielt Klavierunterricht und lernte als Nebeninstrument Querflöte. Als Mitglied des Chores nahm er an zahlreichen Konzertreisen durch Deutschland teil. Schäfer bedauerte damals sehr, dass man auf dem Musischen Gymnasium keinen Orgelunterricht nehmen konnte, weil die Orgel schon immer sein liebstes Instrument war. Im April 1945 wurde das Musische Gymnasium aufgelöst.
Schäfer trat daraufhin zusammen mit einem Schulkameraden zu Fuß seinen Weg nach Hause an. Im Juli 1945 kam er bei seiner Familie in Altenweddingen an. Zu dieser Zeit nahm er ersten Orgelunterricht bei dem Domorganisten Gerhard Bremsteller in Magdeburg. Ab Oktober 1945 besuchte er die Städtische Oberschule für Jungen in Schönebeck, wo er im September 1946 das Abitur ablegte.
Von 1947 bis 1950 studierte er an der Staatlichen Hochschule für Musik Leipzig „Mendelssohn-Akademie“ Kirchenmusik und legte die A-Prüfung am 12. August 1950 mit der Gesamtnote I ab. Seine Lehrer waren u. a. Günther Ramin (Orgel), Robert Köbler (Klavier) und Johannes Weyrauch (Theorie).
Von 1950 bis 1993 war er als Kantor und Organist an der Predigerkirche Erfurt tätig. Schäfer initiierte den Neubau der Orgel, die 1977 fertiggestellt wurde. Er hat gemeinsam mit den Orgelbauern der Firma Schuke in Potsdam ein für ihn ideales Instrument entstehen lassen. „Es ist ein Teil von mir“, so Schäfer. „Im Gegensatz zu vielen anderen können auf seiner Orgel alle Komponisten in einem akzeptablen Kompromiss gespielt werden.“, erzählte Schäfer anlässlich eines Interviews mit dem Erfurter Stadtanzeiger.
1972 rief Schäfer regelmäßige Orgelkonzertreihen in der Predigerkirche ins Leben. Die Konzerte wurden nicht nur von ihm selbst, sondern auch von anderen namhaften Organisten aus dem In- und Ausland bestritten. Er legte Wert darauf, neben romantischen auch zeitgenössische Werke von beispielsweise Johannes Weyrauch, Petr Eben, György Ligeti, Johann Nepomuk David, Hugo Distler und Sigfrid Karg-Elert in die Programme aufzunehmen.
Seit 1956 war Schäfer als Dozent für Orgelspiel an der Evangelischen Kirchenmusikschule Halle tätig. Ab 1978 hatte er zusätzlich einen Lehrauftrag für Orgelunterricht an der Musikhochschule „Franz Liszt“ Weimar sowie ab 1982 an der Musikhochschule „Felix Mendelssohn Bartholdy“ in Leipzig. Seine bedeutendsten Orgelschüler waren unter anderem Rolf Henry Kunz, Matthias Jacob, Emil Handke, Almuth Reuther, Michael-Christfried Winkler, Wolfgang Kupke und Matthias Dreißig.
Schäfer wirkte während seiner gesamten Berufstätigkeit als Interpret in Orgelkonzerten im In- und Ausland, unter anderem im Gewandhaus Leipzig, im Schauspielhaus Berlin, in der Semper-Oper Dresden, in der Thomaskirche Leipzig, in der Bundesrepublik Deutschland und in Polen. Neben zahlreichen Rundfunkaufnahmen spielte er auch zwei Schallplatten ein. Für das DDR-Fernsehen wurde die c-Moll-Passacaglia (BWV 582) von Johann Sebastian Bach an der Orgel der Predigerkirche Erfurt aufgenommen (Ausstrahlung 26. Dezember 1983).
Zu seinen besonders verehrten Komponisten gehörten Johann Sebastian Bach, Max Reger und Johann Nepomuk David. Schäfer war Mitglied der Internationalen Johann-Nepomuk-David-Gesellschaft. Er spielte nicht nur alle Orgelwerke Davids, sondern stellte diese auch in Vorträgen vor.
Johannes Schäfer war verheiratet und Vater von fünf Kindern.

## Titel
- Kirchenmusikdirektor[5]
- Außerplanmäßiger Professor[6]

## Kompositionen
In: Leichte Choralvorspiele zum Evangelischen Kirchen-Gesangbuch. Evangelische Verlagsanstalt, Berlin (Ost) 1976.
- 243 Durch Adams Fall ist ganz verderbt (Vorspiel, Intonation, Orgelchoral).
- 247 Herzlich lieb hab ich dich, o Herr (Intonation, Orgelchoral).
- 339 Die helle Sonn leucht’ jetzt herfür (Vorspiel I, Intonation).
- 390 Wach auf, wach auf, du deutsches Land (Vorspiel, Intonation, Orgelchoral).

## Diskografie
- Bach, Orgelwerke 19, Choralbearbeitungen in Kirnbergers Sammlung BWV 690-713. Johannes Schäfer an der Silbermannorgel der Petrikirche zu Freiberg. VEB Deutsche Schallplatten Berlin (DDR) 1971.
- Die Schukeorgel der Predigerkirche zu Erfurt. Johannes Schäfer spielt Werke von Reger, Pachelbel und David. VEB Deutsche Schallplatten Berlin (DDR) 1981.